# Naděje (politická strana)
Naděje byla česká politická strana vzniklá v roce 2002 lidmi, kteří se původně podíleli na vzniku uskupení Cesta změny, nicméně se po neshodách s Jiřím Lobkowiczem v roce 2001 rozhodli založit vlastní stranu. Předsedkyní strany byla na začátku února roku 2002 zvolená bývalá studentská aktivistka Monika Pajerová. Místopředsedy se stali sexuolog Slavomil Hubálek, kazatel Církve Bratrské Daniel Kvasnička, podnikatel Ivo Kaleta a lékař Petr Fiala.
Strana se prezentovala jako středová a vyhýbající se pravicovým a levicovým extrémům. V parlamentních volbách v roce 2002 získala pouze 0,62 % hlasů a neuspěla.
V září 2007 ministr vnitra na základě stanoviska kontrolního výboru Poslanecké sněmovny navrhl Nejvyššímu správnímu soudu pozastavení činnosti strany Naděje. Důvodem bylo údajné nesplnění zákonem dané povinnosti odevzdat výroční finanční zprávu za předchozí rok. V červnu roku 2009 Nejvyšší správní soud stranu definitivně rozpustil kvůli nedodání finančních zpráv.